# Salón del Trono del Palacio Real de Madrid

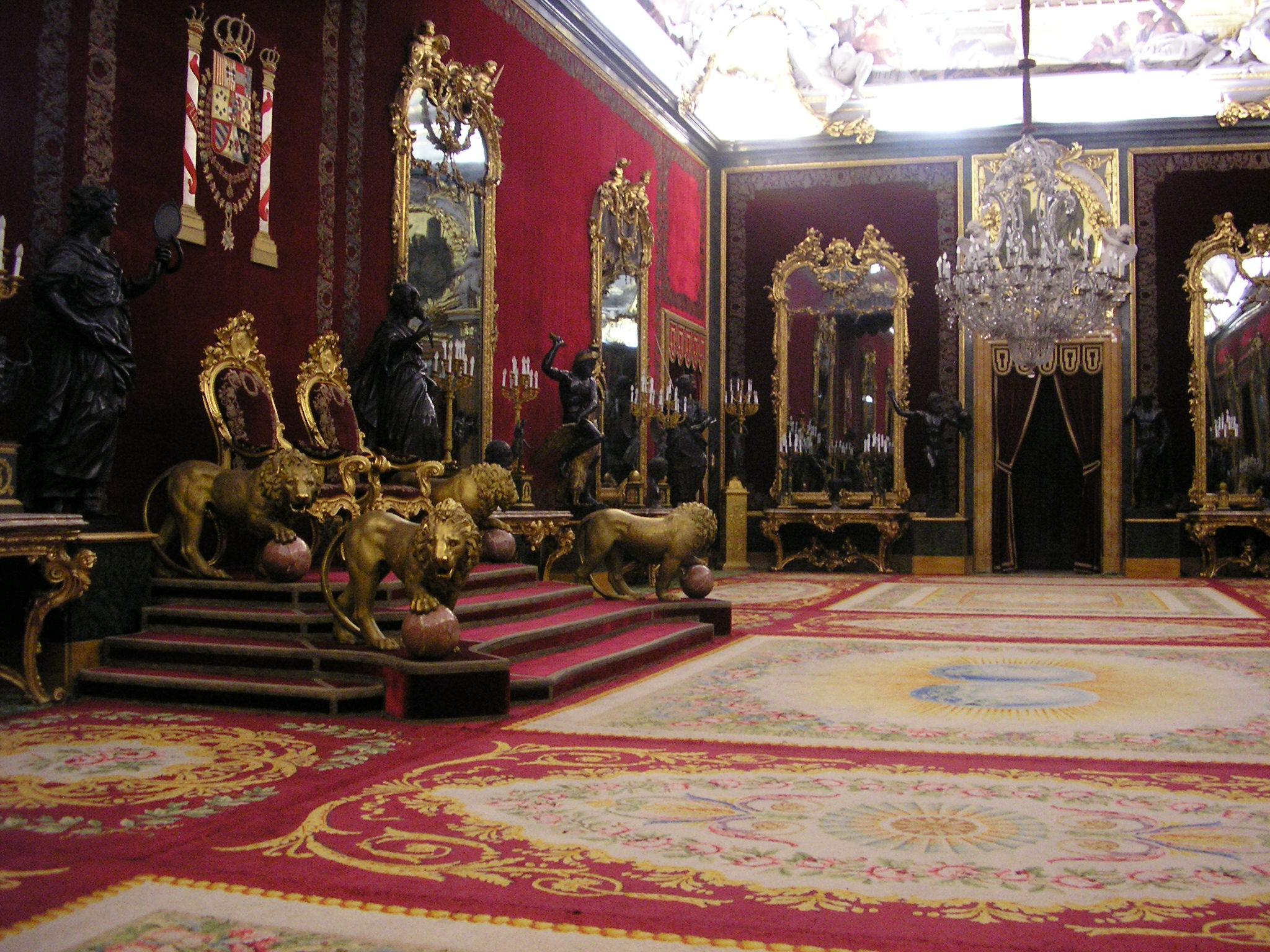
Salón del Trono, desde uno de los laterales de la estancia.

El Salón del Trono es una de las estancias principales del Palacio Real de Madrid. Su nombre se debe a que en él se ubica el trono oficial del rey de España y el de su consorte, desde donde en su origen daban audiencia y celebraban actos solemnes. En la actualidad la sala acoge la celebración de actos oficiales, aunque los reyes ya no ocupan el trono, que se mantiene exclusivamente como elemento en el que reside simbólicamente la soberanía del pueblo español.
El salón da a la crujía principal del palacio, situando los sillones, flanqueados por leones dorados y con el fondo del estandarte real, frente a un ventanal que da a la Plaza de la Armería.

## Historia
Fue conocido en el siglo XVIII como Salón de Embajadores, del Besamanos, de Reinos o de Audiencias, y aún conserva la decoración original tal cual fue concebida por Felice Gazzola. 
El salón está presidido por dos tronos que son copia exacta del trono de la época de Carlos III. Las paredes estás tapizadas en terciopelo rojo de Génova con orlas de estilo rococó de plata dorada bordadas en Nápoles. Debido a su deterioro, el terciopelo fue reemplazado recientemente[¿cuándo?], cosiendo sobre el nuevo las orlas de plata originales. A ambos lados del trono se sitúan cuatro leones de bronce dorado. Estos últimos, cada uno de los cuales apoya una garra sobre una bola de caliza de color rojizo, fueron encargados por Velázquez durante su segundo viaje a Italia para decorar el Salón de los Espejos del antiguo Real Alcázar de Madrid, dado que a su cargo de Pintor de Cámara unía el de Aposentador Real. El conjunto original se componía de doce, realizados entre 1651 y 1652, de los que el Museo del Prado posee otros siete, usados como soportes de tableros de piedras duras, mientras que el restante sufrió daños muy graves en el incendio del Alcázar -1734-. Su modelo fue un león de Médici de Flaminio Vacca de 1594, a su vez copia de uno del siglo II d. C., ambos en aquella época en la Villa Medici de Roma. Fueron fundidos por Matteo Bonucelli da Lucca (también conocido en España como Matteo Bonarelli de Luca), fundidor ayudante de Bernini. 
Decoran el salón doce consolas doradas de estilo rococó acompañadas por otros tantos espejos hechos en Italia, si bien las mencionadas consolas y los marcos de los espejos se terminaron de montar en la Real Fábrica de Cristales de La Granja. Tanto los espejos como las consolas presentan diferente diseño dentro de una unidad de trazado. Fueron diseñadas por Ventura Rodríguez para ocupar el mismo lugar donde hoy en día siguen colocadas. Representan, junto a los espejos, las cuatro estaciones del año, los cuatro elementos y los cuatro continentes conocidos hasta aquel momento. 
Otras piezas importantes son las estatuas, algunas de ellas realizadas en Roma por discípulos de Bernini y traídas por Velázquez por encargo de Felipe IV. Las arañas que iluminan el salón datan de la época de Carlos III, fueron realizadas en plata y adornadas con cuentas de cristal de roca tallado engarzadas en hilo de plata. En la bóveda destaca la alegoría pintada por Tiépolo en 1764 y que representa «La Grandeza de la Monarquía Española».
Carlos IV tuvo la intención de cambiar la decoración de la estancia. Aunque finalmente no se llevó a la práctica, todavía se guarda el proyecto de Sabatini y del decorador francés Dugourc, fechado en 1790.
Es en el Salón del Trono donde el Soberano celebra la Pascua Militar y su tradicional discurso al cuerpo diplomático. Por otra parte, cuando se celebran cenas de gala, el rey y sus invitados (jefes de Estado fundamentalmente) reciben en el Salón el saludo o besamanos de los miembros del Gobierno y convidados a la cena.
En el año 2013 se llevó a cabo una limpieza en profundidad de los elementos del salón (estatuas, espejos, alfombras, lámparas) mientras se sustituyeron todas las luces por focos LED.
El Mensaje de Navidad de S.M. El Rey del año 2015, fue pronunciado en este salón.